# Deutscher Golf Verband
Der Deutsche Golf Verband e. V. (DGV) ist der Dachverband für alle Golfclubs und Golfanlagenbetreiber in Deutschland. Er ist Mitglied im Deutschen Olympischen Sportbund und hat seinen Sitz in Wiesbaden. Mit rund 680.000 Golfspielern und 827 Golfplätzen (Stand: November 2023) gehört der DGV zu den 10 größten Verbänden des deutschen Sports. Nach dem englischen Verband ist der DGV der zweitgrößte europäische Golfverband. Präsident ist seit April 2015 Claus M. Kobold, der Hans Joachim Nothelfer ablöste.

## Geschichte

Erste Verbandsmeisterschaft 1907 in Wentorf, vlnr. Mr. Hinckley (Sieger), Mrs. Twiss (Siegerin), Alice Knoop (Vizemeisterin), Mr. McMaster (Vizemeister)

Der älteste deutsche Golfclub ist der Wiesbadener Golf-Club, der 1893 gegründet wurde.
Der DGV wurde auf einem Golftag am 26. Mai 1907 in Hamburg von folgenden Golfclubs gegründet: Die Vorbereitungen fanden am 29. Oktober 1906 in Berlin statt.
- Golf Club Baden-Baden
- Golf- und Land-Club Berlin-Wannsee
- Homburger Golf Club (Bad Homburg)
- Club zur Vahr (Bremen)
- Hamburger Golf-Club (später Falkenstein)
- Golf-Club Kitzeberg (Kiel)
- Golf-Club Gaschwitz (Leipzig)
- Wentorf-Reinbeker Golf-Club (Wentorf bei Hamburg)

1945 wurde der DGV von den Alliierten aufgelöst und am 18. Oktober 1949 in Bad Ems für den Westteil Deutschlands neu gegründet. 1990 wurde er um die östlichen Landesgolfverbände erweitert.

## Gliederung
Der DGV gliedert sich in 12 Landesgolfverbände:
- Bayerischer Golf Verband e. V.
- Golfverband Berlin-Brandenburg e. V.
- Baden-Württembergischer Golfverband e. V.
- Hamburger Golf-Verband e. V.
- Hessischer Golf-Verband e. V.
- Golfverband Mecklenburg-Vorpommern e. V.
- Golf-Verband Niedersachsen/Bremen e. V.
- Golfverband Nordrhein-Westfalen e. V.
- Golfverband Rheinland-Pfalz/Saarland e. V.
- Landes Golf Verband Sachsen-Anhalt e. V.
- Golfverband Sachsen und Thüringen e. V.
- Golfverband Schleswig-Holstein e. V.

## Soziales Engagement der Golfer
Golfer in der Bundesrepublik haben seit Beginn von „Europas größter Benefiz-Golfturnierserie“ im Jahr 1982 bis einschließlich 2020 insgesamt 8,5 Millionen Euro für die Deutsche Krebshilfe und die Deutsche KinderKrebshilfe zur Bekämpfung der Krebskrankheiten gespendet. Nach Ende des 115. bundesweiten Benefiz-Turniers mit 7.000 Teilnehmern in Eckernförde konnten insgesamt 290.000 Euro der Krebshilfe übergeben werden.
Bei den bundesweiten Golfspielen 2020 haben die teilnehmenden Golfclubs trotz Corona-Krise 245.000 Euro Spenden für die Arbeit der Deutschen Krebshilfe und für die Stiftung Deutsche KinderKrebshilfe erzielt. An fast 100 Turnieren bis Anfang Oktober nahmen und 6.000 Golferinnen und Golfer teil. Das Spendenergebnis sei nach Angaben der Golf-Initiatoren beeindruckend, zumal die Turnierserie wegen der Corona-Bestimmungen erst verspätet im Juni starten konnte.

## Förderung des Leistungssports
Seit dem Jahr 2013 werden Leistungs- und Nachwuchsspieler im Golf Team Germany gefördert, bestehend aus drei Säulen, dem Elite Team Germany sowie dem National Team Germany und dem Junior Team Germany.